# 적외선 유도

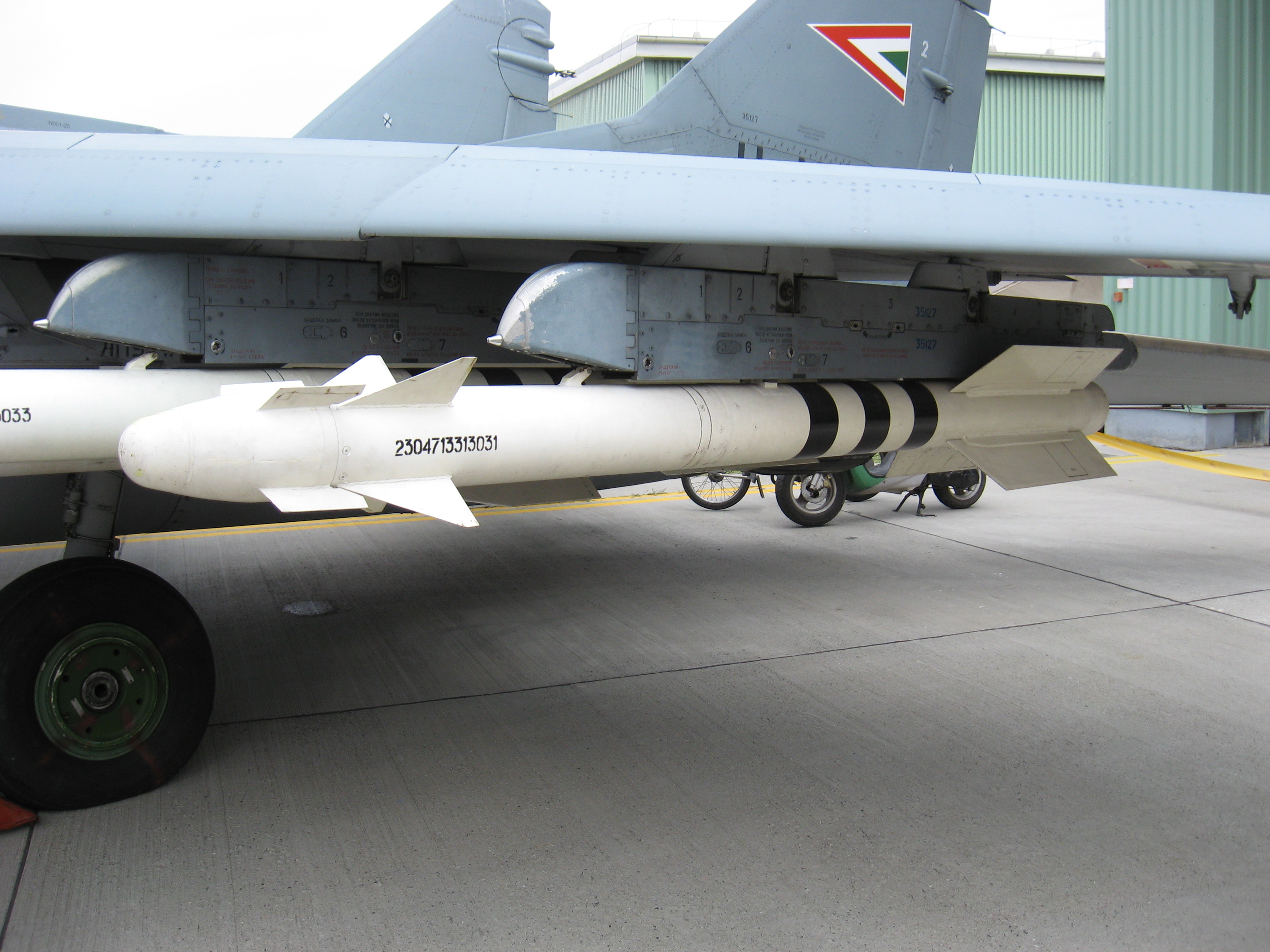
추력편향이 가능해서 미국의 사이드와인더 보다 뛰어나다는 러시아의 AA-11 아처

적외선 유도(赤外線誘導, 영어: infrared homing, IR)는 미사일의 유도 방식 중 하나이다. 미국의 AIM-9 사이드와인더가 유명하다.